# Luís Martins de Sousa Chichorro
 (août 2019).
Si vous disposez d'ouvrages ou d'articles de référence ou si vous connaissez des sites web de qualité traitant du thème abordé ici, merci de compléter l'article en donnant les références utiles à sa vérifiabilité et en les liant à la section « Notes et références ».
Luís Martins de Sousa Chichorro était un administrateur colonial portugais qui fut gouverneur de l'Angola d'octobre 1654 au 18 avril 1658. Bartolomeu de Vasconcelos da Cunha le précéda et João Fernandes Vieira lui succéda.